# Steve Maclin
Stephen Kupryk (ur. 26 maja 1987 w Rutherford, New Jersey) – amerykański wrestler. Od 2021 r. związany jest z amerykańską federacją Impact Wrestling, gdzie występuje pod pseudonimem ringowym Steve Maclin. Zdobył tam jednokrotnie tytuł Impact World (2023).
W latach 2007–2011 służył w 2 pułku 8 batalionu piechoty morskiej podczas wojny w Afganistanie. W 2013 r. rozpoczął karierę wrestlerską, debiutując w niezależnej federacji Monster Factory Pro Wrestling. W 2014 r. rozpoczął rywalizację w World Wrestling Entertainment (WWE) jako Steve Cutler. Współpracował z Jaxsonem Rykerem i Wesleyem Blakiem w drużynie nazwanej The Forgotten Sons. 4 lutego 2021 r. został zwolniony z WWE.
W listopadzie 2022 r. poślubił wrestlerkę, Deonnę Purrazzo.

## Mistrzostwa i osiągnięcia
- Destiny World Wrestling
  - Destiny Wrestling World Championship (1 raz)[10]
- Monster Factory Pro Wrestling
  - MFPW Heavyweight Championship (2 razy)[11]
  - MFPW Tag Team Championship (1 raz) – z Mikiem Spanosem[11]
- Impact Wrestling
  - Impact World Championship (1 raz)
- Pro Wrestling Illustrated
  - PWI umieściło go na 268. miejscu rankingu wrestlerów PWI 500 w 2022 r[12].
- The Wrestling Revolver
  - Revolver Championship (1 raz)[11]
  - PWR Tag Team Championship (1 raz) – Westinem Blakiem[11]